# Euclidiodes ocris
Euclidiodes ocris là một loài bướm đêm trong họ Geometridae.